# ProjeKct One
ProjeKct One er en fraktion af den engelske musikgruppe King Crimson. I perioden 1997-1999 "fraKctaliserede" gruppen sig i fire undergrupper, kaldet ProjeKcts. ProjeKct One kom i stand efter at trommeslageren Bill Bruford havde forestået et andet gruppemedlem, guitaristen Robert Fripp, at de skulle lave nogle improviserede forestillinger sammen. Fripp foreslog, at Trey Gunn (Warr-guitar), som også var med i King Crimson, kom med, og for at bevare balancen foreslog Bruford så, at et fjerde King Crimson-medlem, Tony Levin (bas, Chapman-stick) kom med. Kvartetten bestod således af to tredjedele af King Crimson. Fripp udviklede derefter ideen med "fraKctaler", dvs. mange forskellige undergrupper af King Crimson, som skulle være med til at overvinde King Crimsons besværligheder med at lave nyt materiale. Som tingene udviklede sig, blev ProjeKct Two den første undergruppe til at indspille, selvom ProjeKct One var den første af de planlagte undergrupper. I øvrigt eksisterede ProjeKct One kun i fire aftener på The Jazz Café i London, Storbritannien. Bruford, der senere gav udtryk for sin utilfredshed med resultatet, forlod derefter King Crimson efter kunstneriske uoverensstemmelser med Fripp.